# Henk Wesseling

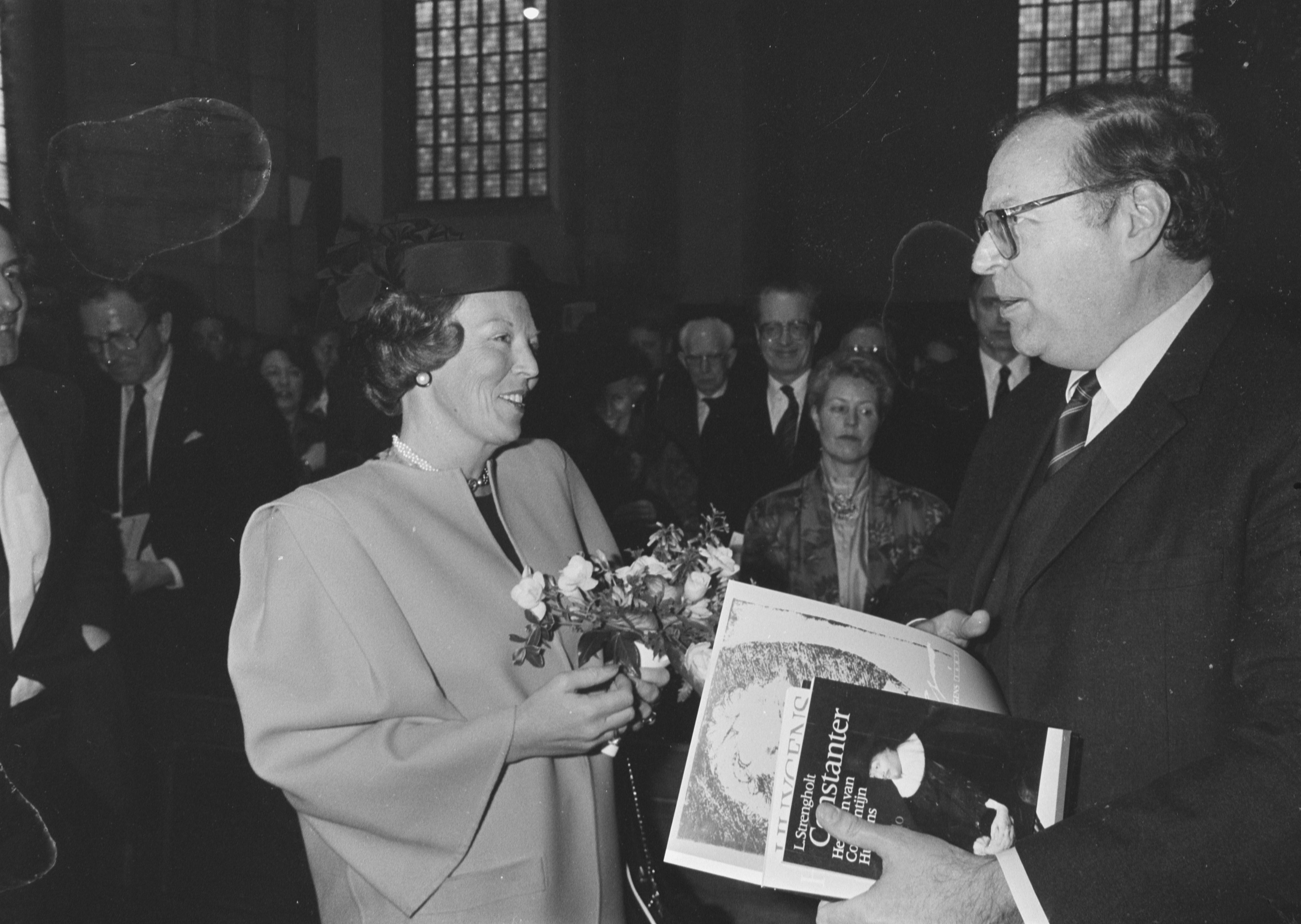
Wesseling overhandigt Beatrix het boek Constanter (1987)

Hendrik Lodewijk (Henk) Wesseling (Den Haag, 6 augustus 1937 – Oegstgeest, 18 augustus 2018) was een Nederlands historicus.

## Levensloop
Wesseling was de zoon van de katholieke journalist en politicus C.D. Wesseling. Zijn middelbareschooltijd bracht hij door op het Aloysius College in Den Haag.
Hij studeerde geschiedenis aan de Universiteit Leiden. Van 1973 tot 2002 was hij aan deze universiteit hoogleraar Algemene Geschiedenis, en directeur van het Instituut voor de Geschiedenis van de Europese Expansie. Hij was tevens van 1995 tot 2002 rector van het Netherlands Institute for Advanced Study in the Humanities and Social Sciences (NIAS), en later fellow van ditzelfde instituut. Bovendien was hij lid van de Koninklijke Nederlandse Akademie van Wetenschappen (KNAW), de Academia Europaea en de Koninklijke Academie voor Overzeese Wetenschappen. Samen met Wim van den Doel en Freddy Heineken ontwierp hij het plan Eurotopia.
Wesseling begeleidde kroonprins Willem-Alexander tijdens diens geschiedenisstudie aan de Leidse Universiteit. Daarnaast heeft hij diverse malen in verband met staatsbezoeken koningin Beatrix advies gegeven. Eind 2004 ontving Wesseling op het Paleis Huis ten Bosch van koningin Beatrix de 21ste Eremedaille voor Kunst en Wetenschap van de Huisorde van Oranje. In 1996 hield Wesseling in Leiden de Huizingalezing onder de titel 'Zoekt Prof. Huizinga eigenlijk niet zichzelf? Huizinga en de geest van de jaren dertig'.
Kenmerkend is Wesselings uitspraak over de betekenis van geschiedenis:
"Men kan niet breken met de geschiedenis, doch is veroordeeld haar voort te zetten, en om haar voort te zetten moet men trachten haar te begrijpen en zin te geven." (uit: Oorlog lost nooit iets op, 1995, p. 30).
Het soort geschiedenis dat hem het meest dierbaar was, waarmee hij zich verwant voelde, was "dat wat gebaseerd is op de reconstructie van de gedachtegangen van historische actoren uit het verleden"

## Leesbaar schrijven
Wesseling had al vrij vroeg besloten om niet te vaak voor vakgenoten te schrijven, maar in dialoog met het publiek. Hij dreef regelmatig de spot met de onleesbaarheid van 'echt' wetenschappelijk werk, vaak in onleesbaar Nederlands of in onleesbaar Engels. Zo vervolgt hij in Lopende Zaken (1998, p. 100): 'Iedereen schrijft natuurlijk het liefst uitsluitend voor vakgenoten, maar hoe kan je verhinderen dat sommige publicaties ook door anderen worden gelezen? Ik gebruik al veel moeilijke woorden, citeer in het Engels en soms in het Frans, gooi er geregeld een woordje Latijn tussendoor en neem af en toe zelfs een grafiek of statistiek op. Maar niets helpt.....'. Met instemming citeerde hij Jacob Burckhardt die lang geleden al schreef: 'Op het gevaar af door de wereld der pedanten als onwetenschappelijk te worden beschouwd, ben ik vastbesloten in de toekomst leesbaar te schrijven' (in Van toen en nu, p. 91). Wesseling stoorde zich eveneens aan die 'pedanten' en verstond onmiskenbaar de kunst om moeilijke onderwerpen te beschrijven in een stijl die voor veel mensen goed leesbaar was. Bovendien vaak geestig, zodat zijn verhandelingen ook ontspannend zijn om te lezen.

## Eerbewijs
De Franse ambassadeur in Nederland reikte Wesseling op 15 april 2010 de versierselen van 'Commandeur de la Légion d'honneur uit. Deze onderscheiding werd hem toegekend om de relatie die hij met Frankrijk had opgebouwd, zijn gehechtheid aan Frankrijk en de rol die hij speelde bij het versterken van de Frans-Nederlandse betrekkingen.

## Werken (selectie)
- Soldaat en krijger. Franse opvattingen over leger en oorlog, 1905-1914 (Assen, 1969; 2e editie: Amsterdam 1988)
- (ed.) Expansion and Reaction. Essays on European Expansion and Reactions in Asia and Africa (Leiden 1978)
- Vele ideeën over Frankrijk. Opstellen over geschiedenis en cultuur (Amsterdam 1987)
- Indië verloren, rampspoed geboren en andere opstellen over de geschiedenis van de Europese expansie (Amsterdam 1988)
- (ed. met J.A. de Moor) Imperialism and War. Essays on Colonial Wars in Asia and Africa (Leiden 1989)
- Verdeel en heers. De deling van Afrika, 1880-1914, druk 1991, 527 blz., uitgeverij Bert Bakker - Amsterdam, ISBN 903512880X
- Oorlog lost nooit iets op. Opstellen over Europese geschiedenis (Amsterdam 1993)
- Onder historici. Opstellen over geschiedenis en geschiedschrijving (Amsterdam 1995)
- Selecties uit de columns:
  - Algemene Zaken. Amsterdam, Bert Bakker, 1995, ISBN 90 351 1660 7 (eerste exemplaar was voor oud-premier Piet de Jong)
  - Lopende Zaken. Amsterdam, Bert Bakker, 1998, ISBN 90 351 1971 1 (bekroond met de Busken Huet Prijs voor essays)
  - Gedane Zaken. Amsterdam, Bert Bakker, 2001 ISBN 90 351 2264 X (derde selectie van columns, oorspronkelijk geschreven voor NRC Handelsblad in de periode 1993 tot 2000)
- Alles naar wens. Tien voordrachten over cultuur, geschiedenis en politiek. Amsterdam, Bert Bakker, 1998, ISBN 90 351 2046 9
- Frans met de Fransen. Kleine bijdragen tot de Frankrijkkunde. Amsterdam, Pockethuis / Bert Bakker, 2001, ISBN 90 461 4056 3
- Ons vierde tijdvak. Beschouwingen over contemporaine geschiedenis. Afscheidscollege Universiteit Leiden, Bert Bakker,2002, ISBN 90 351 25 23 1

- Bibliografie van de geschriften van prof. dr. H.L. Wesseling (Amsterdam, 2002)
- Europa's koloniale eeuw. De koloniale rijken in de negentiende eeuw, 1815-1919, druk 2003, 396 blz., uitgeverij Bert Bakker - Amsterdam, ISBN 9035124219
- Franser dan Frans. Amsterdam, Bert Bakker, 2004 (verschenen ter gelegenheid van de Boekenweek 2004 die aan Frankrijk was gewijd; voorzien van een autobiografische inleiding)
- Wat iedereen moet weten van de wereldgeschiedenis, in: Zaterdags bijvoegsel van NRC Handelsblad, 28 mei 2005. Eveneens opgenomen in de bundel Een vredelievend volk
- Frankrijk in oorlog, 1870-1962. De meest dramatische eeuw uit de Franse geschiedenis., druk 2006, 352 blz., uitgeverij Bert Bakker - Amsterdam, ISBN 9035130618
- Plaatsen van herinnering (red.), 4 dln., Amsterdam, 2005-2007.
- Zoon en vader, Vader en zoon Amsterdam 2008, ISBN 9789035131897
- Een vredelievend volk (bundeling van twintig lezingen en artikelen over historische ontwikkelingen en geschiedschrijving) 2009, uitgeverij Bert Bakker - Amsterdam, ISBN 9789035134355
- De man die nee zei (biografie Charles de Gaulle) 2012, uitgeverij Bert Bakker - Amsterdam, ISBN 9789035136601
- La grande nation. Regards d'un historien Neerlandais sur l'histoire de France. (Voorwoord van P. Nora), Amsterdam, Prometheus, 2014, ISBN 9789035142824
- Van toen en nu. Opinies en observaties over politiek, geschiedenis en cultuur. Amsterdam, Prometheus - Bert Bakker, 2014, ISBN 9789035140905
- Scheffer, Renan, Psichari. Een Franse cultuur- en familiegeschiedenis, 1815-1914. Amsterdam, Prometheus, 2017, ISBN 9789044633849
- Daverende dingen dezer dagen. Kritische kanttekeningen bij hedendaagse verschijnselen. Amsterdam, Prometheus, 2018. ISBN 9789044637298